# Raimund Kneidinger
Raimund Kneidinger (* 20. August 1976 in München) ist seit Mai 2020 der Landrat des Landkreises Passau.

## Leben
Kneidinger erlangte 1996 die Fachhochschulreife an der staatlichen Fachoberschule Passau und absolvierte anschließend den Grundwehrdienst in der Bayerwaldkaserne in Regen. Nach seiner Ausbildung arbeitete er von 1999 bis 2002 als Bankkaufmann und danach bis 2020 als  Geschäftsführer des Bundeswahlkreises 229 Passau für die CSU. Seit 2004 ist er Betriebswirt (VWA). Kneidinger ist verheiratet und hat drei Kinder.

## Politik
Kneidinger war von Mai 2002 bis April 2020 Gemeinderat in Salzweg, außerdem von Mai 2008 bis April 2020 Kreisrat in Passau. Von Juni 2012 bis April 2020 war er stellvertretender Landrat. Seit 2017 ist er Vorsitzender des CSU-Kreisverbandes Passau-Land.
Bei den Kommunalwahlen am 15. März 2020 wurde er im ersten Wahlgang mit 56,01 Prozent zum Landrat gewählt. Kneidinger kandidierte für die CSU/Bürgerunion.